# Utricularia corneliana
Utricularia corneliana är en tätörtsväxtart som beskrevs av R.W.Jobson. Utricularia corneliana ingår i släktet bläddror, och familjen tätörtsväxter. Inga underarter finns listade i Catalogue of Life.